# Cerro Largo FC
A Cerro Largo Fútbol Club, egy uruguayi labdarúgócsapat, melyet Melóban, 2002-ben alapítottak.

## Története
Az egyik legfiatalabb uruguayi egyesületnek, 2007-ben sikerült először feljutni az élvonalba.

## Játékoskeret
2014-től
| #  |           | Poszt | Név                  |
| -- | --------- | ----- | -------------------- |
| 1  | Uruguay   | K     | Alvaro García        |
| 2  | Argentína | V     | Guillermo Moretti    |
| 3  | Uruguay   | V     | Marcos Otegui        |
| 4  | Uruguay   | V     | Jonathan Souza Motta |
| 5  | Uruguay   | KP    | Juan Blanco          |
| 7  | Uruguay   | CS    | Maximiliano Cantera  |
| 8  | Uruguay   | V     | Bruno Silva          |
| 9  | Uruguay   | CS    | Fabricio Núñez       |
| 10 | Uruguay   | KP    | Mauricio Ruíz        |
| 11 | Brazília  | KP    | Caio Garcia          |
| 12 | Uruguay   | K     | Pablo Bentancur      |
| 13 | Uruguay   | V     | Alejandro Acosta     |
| 14 | Uruguay   | CS    | Rino Lucas           |

| #  |           | Poszt | Név                   |
| -- | --------- | ----- | --------------------- |
| 15 | Uruguay   | V     | Adrián Romero         |
| 18 | Uruguay   | KP    | Adolfo Lima           |
| 19 | Uruguay   | KP    | Ademar Martínez       |
| 20 | Uruguay   | K     | Fernando Moreno       |
| 22 | Uruguay   | KP    | Enzo Borges           |
| 25 | Uruguay   | V     | Raúl Echandía         |
| 26 | Uruguay   | KP    | Diego Pereira         |
| 27 | Uruguay   | KP    | Rodrigo Álvez         |
| 10 | Uruguay   | CS    | Marcos Neves de Souza |
| 99 | Brazília  | CS    | André Nunes           |
|    | Uruguay   | CS    | Martín Silvera        |
|    | Nicaragua | CS    | Raul Leguias          |

## Fordítás
- Ez a szócikk részben vagy egészben  a   Cerro Largo F.C. című angol Wikipédia-szócikk fordításán alapul.  Az eredeti cikk szerkesztőit annak laptörténete sorolja fel. Ez a jelzés csupán a megfogalmazás eredetét és a szerzői jogokat jelzi, nem szolgál a cikkben szereplő információk forrásmegjelöléseként.